# Шангас
Шангас (рос. Шангас) — селище в Пінезькому районі Архангельської області Російської Федерації.
Населення становить 74 особи. Входить до складу муніципального утворення Междуреченське муніципальне утворення.

## Історія
Від 1937 року належить до Архангельської області.
Орган місцевого самоврядування від 2004 року — Междуреченське муніципальне утворення.

## Населення
| 2002 | 2010 | 2012 |
| ---- | ---- | ---- |
| 134  | ↗240 | ↘74  |